# Pedro Aibar Jiménez
Pedro Aibar Jiménez (Zaragoza, hacia 1630-en o después de 1707) fue un pintor barroco español.

## Biografía
Nacido hacia 1630, se sabe que se casó con Catalina Bernad el 1 de octubre de 1665 en la iglesia de San Miguel de los Navarros en Zaragoza. Tras la muerte de la primera esposa, Aibar volvió a casarse en septiembre de 1667 con María Crespo. Del segundo matrimonio nacerían cuatro hijos: Pedro, Diego (que también sería pintor, aunque murió joven), Teresa y Ana María de Aibar Ximénez y Crespo.
No hay documentos que demuestren un parentesco entre Aibar y Francisco Jiménez Maza, pintor de Tarazona. Sin embargo, esta relación, basada en la coincidencia de apellidos, se ha convertido en lugar común desde que Antonio Ponz lo propusiera.
Aunque debió de formarse con algún maestro local, su pintura guarda alguna relación con la pintura barroca madrileña reforzada por la amistad con Claudio Coello (1624-1693) a su paso por Zaragoza y, aun antes, por la proximidad a Mateo Cerezo, de quien copió el modelo de la Inmaculada. Aibar fue el padrino en el bautizo de la hija de Coello, Magdalena Teresa Sinforosa, que se hizo en la Basílica del Pilar el 19 de julio de 1684.
El 7 de abril de 1702 falleció Diego de Aibar, hijo de Pedro de Aibar, que también era pintor. Ejecutores del testamento fueron su padre, su mujer Luisa Garcés y el padrastro de su mujer Domingo Tris.
Uno de los últimos documentos que mencionan a Pedro Aibar es la tasación de los bienes de Juan Bautista Cariñena, infanzón y médico de Zaragoza, de la que se encargó Aibar junto con el escultor Gregorio de Messa y el platero Diego de Lacasa.

## Obra
La primera obra del pintor de la que se tiene constancia es una Virgen con Niño de 1662 que se conserva en el museo de Zaragoza. La obra tiene como modelos el clasicismo italiano y quizás también la pintura de José de Ribera.
La obra de Aibar está influida por tanto por la de Coello como por la de Mateo Cerezo (1637-1666), ambos pintores madrileños. La influencia de Cerezo es visible en las Inmaculadas copiadas por Aibar, la pintada en Zaragoza en 1667 y que se encuentra en una colección particular en Madrid, la del retablo de la cripta de la capilla Lastanosa en la catedral de Huesca y las que se le atribuyen en la iglesia parroquial de Lucena de Jalón y en el Museo de Zaragoza. Ansón Navarro también atribuye a Aibar la pintura principal del retablo de la capilla de Lastanosa, una Glorificación de los santos Orencio y Paciencia.
El antiguo retablo mayor de la iglesia parroquial de Paniza fue realizado por Aibar en la década de 1670. El encargo fue tan importante que su hija Ana nació en el pueblo. Las pinturas del retablo fueron esparcidas por la iglesia en la reforma que sufrió en el siglo XVIII. Carmen Monte ha atribuido a Aibar también otros dos retablos en los extremos del transepto, con dos cuadros presidiéndolas: Virgen Niña como Inmaculada con San Joaquín y Santa Ana y el de San Miguel combatiendo a los demonios. El San Miguel será repetido en el retablo mayor de la iglesia parroquial de Illueca, en un cuadro de la catedral de Tarazona y en un retablo lateral de la iglesia parroquial de Cetina.
Sus siguientes encargos serán en Calatayud y de 1680 a 1681 en Illueca, donde realiza las pinturas del retablo mayor en estilo plenamente barroco, junto con el escultor Antonio de Messa y el ensamblador Pedro Salado. Le seguirán en 1681 los cuadros del retablo de Santa Ana en la iglesia parroquial de Báguena y en 1684 dos grandes cuadros para la colegiata de Santa María de Calatayud con la Adoración de los Reyes Magos y la Adoración de los pastores. En este último cuadro emplea como modelos cuadros de Rubens y Coello. Para la colegiata también realiza hacia 1690 la Predicación de Juan el Bautista y el Banquete de Herodes.
De la última década de producción son Santa Bárbara y San Miguel venciendo a Lucifer, pintados hacia 1700 y que se encuentran en la sacristía de la catedral de Tarazona. De entre 1701 y 1702 se datan los cuadros de la capilla de Santa Marta, en la Seo de Zaragoza, aunque posiblemente colaboró en su realización un segundo artista menos dotado. De ese mismo año, 1702, es la Inmaculada que se encuentra en la iglesia parroquial de Farasdués.
Su última producción, de 1707, son un San Miguel venciendo a Lucifer y los otros demonios y quizás la Virgen del Rosario que se encuentran en la iglesia parroquial de Cetina.